# Boucheratova fontána
Boucheratova fontána (francouzsky Fontaine Boucherat) je barokní fontána v Paříži ve 3. obvodu.

## Umístění
Kašna se nachází ve 3. obvodu na náměstí Place Olympe-de-Gouges na nároží ulic Rue de Turenne (dům č. 133) a Rue Charlot (dům č. 70).

## Historie
Kašna byla postavena v roce 1697 a jejím autorem byl pařížský architekt Jean Beausire (1651-1743). Nese jméno francouzského kancléře Louise Boucherata (1616-1699), který v roce 1685 přispěl ke zrušení Nantského ediktu. Od roku 1993 je fontána opět v provozu. Voda z kašny nevytéká nepřetržitě, ale pro úsporu bylo instalováno tlačítko.
Stavba je chráněná od roku 1925 a v roce 1975 byla zanesena mezi historické památky.

## Popis
Stavba má tvar kvádru, který je zakončen frontonem. Pod ním je děkovný latinský nápis francouzskému králi Ludvíku XIV. za mír uzavřený 20. září 1697 v nizozemském Rijswijku. Pod dedikací se nachází maskaron a pod ním pamětní deska kancléře Louise Boucherata. Po stranách fontány jsou vytesány názvy ulic Rue Charlot a Rue de Boucherat (původní název dnešní Rue de Turenne).